# ナーガールジュン
ナーガールジュン（Nagarjun）は、ネパールのマハカリ県、バイタディ郡に存在する村。2011年現在、人口は1,961人、世帯数は412世帯。